# Italo Svevo
Italo Svevo (Trst, 19. prosinca 1861. – Motta di Livenza, 13. rujna 1928.) talijanski književnik, pravoga imena Ettore (Hector Aron) Schmitz

## Životopis
Najbolji je pripovjedač tzv. tršćanske književnosti. U svoja je tri romana dao potresnu sliku dekadencije građanskog čovjeka u kozmopolitskom ambijentu rodnoga Trsta. Istančan je tumač dubokih slojeva svijesti, freudovski interpretator prividno beznačajnih reakcija. Pisao je i pripovijesti i komedije. Tek nakon Drugog svjetskog rata prihvaćen je kao klasik talijanske književnosti 20. st.

## Nepotpun popis djela
- Una vita (1892.)
- Kasna ljubav (prevedeno i kao Mlada starost) (Senilità, 1898.)
- Zenova svijest (La coscienza di Zeno, 1923.)
- Uspjela podvala (Una burla riuscita, 1926.)
- Corto viaggio sentimentale (nedovršeno, objavljeno postumno)

## Vanjske poveznice
- (tal.) Svevova djela (digitalna knjižnica Liber liber)